# 鹿児島県道233号喜入停車場線
鹿児島県道233号喜入停車場線（かごしまけんどう233ごう きいれていしゃじょうせん）は、鹿児島県鹿児島市を通る一般県道である。

## 概要
JR九州指宿枕崎線 喜入駅から鹿児島県鹿児島市喜入町の国道226号を結ぶ。

### 路線データ
- 起点：鹿児島県鹿児島市喜入町（指宿枕崎線 喜入駅）
- 終点：鹿児島県鹿児島市喜入町（喜入寺交差点、国道226号交点）

## 地理

### 通過する自治体
- 鹿児島市

### 交差する道路
| 交差する道路              | 交差する場所 | 交差する場所        |
| ------------------------- | ------------ | ------------------- |
| 鹿児島県道232号知覧喜入線 | 喜入町       |                     |
| 国道226号                 | 喜入町       | 喜入寺交差点 / 終点 |

### 沿線
- JR九州指宿枕崎線 喜入駅
- 鹿児島市役所支所